# 布鲁斯·布恩诺·德·梅斯奎塔
布鲁斯·布恩诺·德·梅斯奎塔（英語：Bruce Bueno de Mesquita，1946年11月24日—）是美国一位政治学家，他是纽约大学教授、史丹佛大学胡佛研究所高级研究员。知名著作有《独裁者手册》。

## 生平
梅斯奎塔于1963年从史蒂文森高中毕业，1967年获得纽约市立大学皇后学院学士学位，之后在密歇根大学获得硕士和博士学位。他的研究方向为国际关系、外交政策和国家建设，也是“推選人團理論”创立者之一。2006年至2016年，他担任纽约大学亚历山大·汉密尔顿中心主任。
他是梅斯奎塔與隆岱爾公司创始人，该公司主营政治和外交政策预测。

## 学术
梅斯奎塔以开发了预期效用模型（EUM）而知名。
在政治学领域，梅斯奎塔提出国家权力分為四个阶段：
1. 扩张（expanding power）
2. 维持权力（maintaining power）
3. 丧失部份权力（losing part of power）
4. 投降（surrender）